# The Shangri-Las
A Shangri-Las (eredeti, hivatalos nevén The Shangri-Las) az 1960-as évek egyik, kizárólag lányokból álló amerikai popegyüttese. Legnagyobb sikereiket 1964 és 1966 között aratták, legismertebb számaik a Leader of the Pack és a Remember (Walkin' in the Sand) voltak.

## Történetük
Az együttest középiskolás lányok alapították New York államban, 1963-ban. A négy alapító közül ketten-ketten testvérek voltak: Mary Weiss szólóénekes (1948. december 28.– ) és nővére, Elizabeth „Betty” Weiss (1946– ), valamint Marguerite „Marge” Ganser (1948. február 4.–1996. július 28.) és Mary Ann Ganser (1948. február 4.–1970. március 14.; utóbbiak egypetéjű ikrekként születtek). Eleinte iskolai műsorokban, tehetségkutató programokon és kisebb-nagyobb bulikban léptek fel, ezek során keltették fel Artie Ripp figyelmét, aki hozzásegítette őket első lemezfelvételükhöz, 1963 decemberében. Elsőként felvett daluk a Simon Says volt, ami az együttes azon kevés száma közé tartozott, melyek szólóénekese Betty Weiss volt. Első lemezszerződéseik előtt egyébként neve sem volt a csapatnak; nevüket egy queensi étteremről vették.
1964 áprilisában szerződést kötöttek a Red Bird Records kiadóval [lévén, hogy ekkor még mind a négyen kiskorúak voltak, a szerződést szüleik írták alá]; velük jelentették meg első nagy slágerüket még ugyanazon a nyáron: a Remember (Walking in the Sand) című dal az amerikai slágerlistákon az ötödik, a brit slágerlistákon pedig a 14. helyig jutott fel. Következő slágerük, a Leader of the Pack még sikeresebb lett: Amerikában a slágerlisták élére is felért, míg Nagy-Britanniában a legjobb pozíciója a 11. helyezés volt.
1964 végére már olyan népszerűvé váltak, hogy közös fellépéseik voltak a Beatles-szel, a Rolling Stones-szal és James Brownnal, a Cashbox magazin pedig az év legjobb újonc rhythm and blues csapatának választotta őket. Rendszeresen szerepeltek show-műsorokban, de a Revlon a kozmetikai termékeik reklámozására is őket kérte fel.
Közben, 1964 őszén az együttes egy időre trióvá alakult, Betty átmeneti kiválásával [ilyen felállásban vettek részt egy brit turnén is, 1965 elején, a Herman's Hermits, Del Shannon és mások társaságában.]; ez az időszak körülbelül fél évig tartott. 1965 kora nyarától az év végéig ismét kvartettként működtek, majd 1966-tól véglegesen átálltak trió formációra, oly módon, hogy az ikrek rendszeresen váltották egymást, egészen a végleges feloszlásig.

## Az együttes imázsa
A Shangri-Last alkotó lányok „kemény” személyisége jól azonosíthatóan elkülönítette az együttest más korabeli lánycsapatoktól. Mivel a lányok New York egy viszonylag durva külvárosában nőttek fel, korántsem törekedtek olyan illedelmes imázs kialakítására, mint a legtöbb kortársuk. Egyes pletykák szerint Mary Weiss például az FBI figyelmét is felkeltette azzal, hogy lőfegyvert vitt magával egy másik államba. Ő maga ezzel kapcsolatban azzal védekezett, hogy valaki egyszer megpróbált betörni a szállodai szobájába, és emiatt, önvédelmi céllal szerzett magának egy pisztolyt. De bármi volt is az igazság az ilyen és hasonló pletykákban, hozzájárultak a „rossz kislány-imázs” kialakulásához és fenntartásához, a rajongók pedig szívesen hittek bennük.

## Az együttes feloszlása
1966-ban több olyan számuk is megjelent, ami nem érte el az elvárt sikert, máskülönben is csökkent az érdeklődés az együttes iránt (legalábbis Amerikában – Nagy-Britanniában és Japánban ekkor még igencsak keresettek voltak a számaik. 1967-ben már egyértelműekké váltak a hanyatlás jelei, 1968-ban pedig a feloszlás mellett döntöttek; lépésükben állítólag közrejátszott, hogy kevesellték azokat az összegeket, amiket a kiadóktól kaptak a több milliós lemezeladások után.
Mary Weiss a civil életben a lakberendezés és a bútorkereskedelem terén horgonyzott le, bár a zenétől sem távolodott el teljesen, e téren második férje menedzseli. Betty Weiss sokféle civil foglalkozást űzött, és ő az egyetlen a zenekarból, akinek egy gyermeke is született. Mary Ann Gansert 1968-tól különféle egészségi problémák kezdték gyötörni, és 1970. március 14-én el is hunyt, halálának pontos oka nem ismert. Marge Ganser férjhez ment és egy telefonos társaságnál helyezkedett el; 48 éves korában, 1996 július 28-án hunyt el, halálát emlőrák okozta.

## Diszkográfia

### Stúdióalbumok
- 1965: Leader of the Pack
- 1965: Shangri-Las-65! (ugyanabban az évben még egyszer kiadva új borítóval, I Can Never Go Home Anymore címmel)

### Válogatásalbumok
- 1966: Golden Hits of the Shangri-Las
- 1975: The Shangri-Las Sing
- 1986: The Dixie Cups Meet The Shangri-Las
- 1994: Myrmidons of Melodrama
- 1996: The Best of the Shangri-Las
- 2002: Myrmidons of Melodrama (Re-issue)
- 2008: Remembered
- 2008: Greatest Hits
- 2009: The Complete Collection

### Singles
- 1963: Simon Says / Simon Speaks
- 1964: Wishing Well / Hate to Say I Told You So
- 1964: Remember (Walking in the Sand) / It's Easier to Cry
- 1964: Leader of the Pack / What Is Love?
- 1964: Give Him a Great Big Kiss / Twist and Shout
- 1964: Simon Says / Simon Speaks (új kiadás)
- 1964: Wishing Well / Hate to Say I Told You So (új kiadás)
- 1964: Maybe / Shout
- 1965: Out in the Streets / The Boy
- 1965: Give Us Your Blessings / Heaven Only Knows
- 1965: Right Now and Not Later / The Train From Kansas City
- 1965: I Can Never Go Home Anymore / Bull Dog
- 1965: I Can Never Go Home Anymore / Sophisticated Boom Boom
- 1966: Long Live Our Love / Sophisticated Boom Boom
- 1966: He Cried / Dressed in Black
- 1966: Past, Present and Future / Paradise
- 1966: Past, Present and Future / Love You More Than Yesterday
- 1967: The Sweet Sounds of Summer / I'll Never Learn
- 1967: Take the Time / Footsteps on the Roof
- 1972: Leader of the Pack / Remember (Walking in the Sand)
- 1976: Leader of the Pack / Give Him a Great Big Kiss

## Külső hivatkozások
- Hivatalos weboldal
- Out In The Streets, The Story of The Shangri-Las Archiválva 2015. június 22-i dátummal a Wayback Machine-ben John J. Grecco esszéje]
- David Galassie cikke az együttesről

## Fordítás
Ez a szócikk részben vagy egészben  a   Ths Shangri-Las című angol Wikipédia-szócikk fordításán alapul.  Az eredeti cikk szerkesztőit annak laptörténete sorolja fel. Ez a jelzés csupán a megfogalmazás eredetét és a szerzői jogokat jelzi, nem szolgál a cikkben szereplő információk forrásmegjelöléseként.